# 中国汽车工程学会
中国汽车工程学会是中国汽车工程领域的全国性、学术性、非营利性社会团体，由中国科学技术协会主管。

## 概况
中国汽车工程学会的前身中国机械工程学会汽车工程分会于1963年在长春创立。1985年成为全国性一级学会并加入中国科学技术协会。学会是国际汽车工程学会联合会成员、国际太平洋地区汽车工程会议的发起成员之一。目前有20多个专业分会，涵盖了汽车工程的各个专业领域。1986年，中国汽车工程学会编辑出版的汽车刊物汽车之友创刊，為16开本。每期发行10万册。

## 历任理事长
- 第一届：江泽民
- 第二届：胡亮[1][4]
- 第三届：陈祖涛[5]
- 第四届：张兴业[6]
- 第五届：张兴业
- 第六届：张小虞
- 第七届：张小虞
- 第八届：付于武
- 第九届：李骏